# 遍照寺山
遍照寺山（へんじょうじさん）は、京都府京都市右京区にある標高231メートルの山である。

## 概要
広沢池の北岸にある。山名は寛朝僧正が山麓に創建した遍照寺に由来し、嵯峨富士の別名がある。山腹に寛朝僧正の墓や登天松がある。